# Dan Fitzgerald
Daniel "Dan" Fitzgerald, es un personaje ficticio de la serie de televisión australiana Neighbours interpretado por el actor Brett Tucker del 1 de septiembre de 1999 hasta el 2000. Brett regresó a la serie el 30 de octubre del 2007 y su última aparición fue el 13 de septiembre del 2010.